# Coasta de Fildeș la Jocurile Olimpice de vară din 2016
Coasta de Fildeș a participat la Jocurile Olimpice de vară din 2016 de la Rio de Janeiro în perioada 5 – 21 august 2016, cu o delegație de 12 sportivi, care a concurat în șase sporturi. Cu un total de două medalii, inclusiv una de aur, Coasta de Fildeș s-a aflat pe locul 51 în clasamentul final.

## Participanți
Delegația din Coasta de Fildeș a cuprins 12 de sportivi: cinci bărbați și șapte femei. Cel mai tânăr atlet din delegația a fost înotătoarea Talita Marie Te Flan (21 de ani), cel mai vechi a fost arcașul Rene Philippe Kouassi (36 de ani).
| Sport        | Masculin | Feminin | Total |
| ------------ | -------- | ------- | ----- |
| Atletism     | 2        | 2       | 4     |
| Natație      | 1        | 1       | 2     |
| Judo         | 0        | 1       | 1     |
| Scrimă       | 0        | 1       | 1     |
| Taekwondo    | 1        | 2       | 3     |
| Tir cu arcul | 1        | 0       | 1     |
| Total        | 5        | 7       | 12    |

## Medaliați
| Medalie | Nume                | Sport     | Probă          | Dată      |
| ------- | ------------------- | --------- | -------------- | --------- |
| Aur     | Cheick Sallah Cisse | Taekwondo | 80 kg masculin | 19 august |
| Bronz   | Ruth Gbagbi         | Taekwondo | 67 kg masculin | 19 august |